# Jean de Witte
Il barone Jean de Witte (Jean Joseph Antoine Marie; Anversa, 24 febbraio 1808 – Parigi, 29 luglio 1889) è stato un archeologo, epigrafista, numismatico e scienziato belga.
Ha collaborato con François Lenormant per la creazione della Gazette archéologique alla Biblioteca nazionale di Francia.

## Biografia
Arrivato a Parigi all'età di 13 anni, Jean de Witte fu il primo della sua famiglia a vivere lontano da Anversa. Fece i suoi studi presso i Gesuiti e in seguito divenne un archeologo.
Durante un viaggio a Roma, incontrò Louise de Crespin de Billy e se ne innamorò. Si sposarono il 19 aprile 1843 a Parigi. Dall'unione, nacquero sei figli.
Il 29 luglio 1889 a Parigi, giorno in cui de Witte morì, si stabilirono nel suo palazzo al numero 5 di rue Fortin (l'attuale rue Paul Baudry).

## Carriera
Il giovane archeologo Jean de Witte viene subito notato dagli studiosi del suo tempo. Viaggiò con loro dal 1830 al 1840 in Germania, Italia, Inghilterra. 
Nel 1835, fonda la rivista Annales de l'Institut archéologique con Antoine Chrysostome Quatremère de Quincy, il duca di Luynes, Félix Lajard, Charles Lenormant e Raoul Rochette.
Nel settembre del 1838 con Charles Lenormant e Jean-Jacques Ampère, visita la Toscana e la Lombardia.
Jean de Witte fonda assieme a François Lenormant (figlio de Charles Lenormant) la Gazette archéologique : recueil de Monuments pour servir à la connaissance et à l'histoire de l'art antique.
Fonda anche, con Adrien Prévost de Longpérier le Bulletin archéologique de l’Athenaeum français.
Nel 1844 Jean de Witte fu eletto straniero associato e membro della Académie des inscriptions et belles-lettres dell'Institut de France.
Nel 1855 Jean de Witte riprende la direzione della Revue numismatique fondata nel 1835 da Louis de la Saussaye e Étienne Cartier.
Manterrà la direzione della rivista fino al 1877 per cederla poi a un Comitato di direzione composto da Anatole de Barthélemy, Gustave Schlumberger e Ernest Babelon. Rimase fino alla sua morte, un membro del Comitato di pubblicazione della rivista numismatica.
Jean de Witte fu anche legato da amicizia con Otto Jahn che lo presentò a Theodor Panofka e August Böckh. Questi fecero accedere nel 1845 Jean de Witte all'Reale Accademia delle scienze prussiana in qualità di membro corrispondente per la Francia e il Belgio. In seguito diventa anche membro straniero dell'Accademia bavarese delle scienze.
Pubblica dei lavori archeologici e fa dono al Musée du Louvre d'una collezione di monete e medaglie antiche d'oro e d'argento e di ceramiche etrusche.
La sua Correspondance archéologique è conservata alla biblioteca dell'Istituto di Francia.

## Il fondo de Witte
Il fondo de Witte (1808-1889), conservato nella Biblioteca dall'Institut de France e completata da un lotto di lettere inviate al DAI di Roma, è di grande interesse, dal momento che questo archeologo belga ha curato, assieme al duca di Luynes, la segreteria della sezione francese e condiviso con Theodor Panofka (1800-1858) la responsabilità della pubblicazione a Parigi dagli Annales et des Monuments inédits
La sua corrispondenza con gli studiosi tedeschi, che gestiscono la direzione romana dell'Istituto, prosegue con alcuni di loro fino alla fine della sua lunga vita, riflette non solo le difficoltà per realizzare il compito comune nel rispetto reciproco, ma riflette anche l'evoluzione delle scienze il cui sviluppo è in gran parte basato su contatti tra studiosi.

## Pubblicazioni
- Recherches sur les empereurs qui ont régné dans les Gaules au IIIe siècle, su books.google.com.
- Mémoire sur l'impératrice Salonine, su books.google.com.
- La naissance et l'éducation de Bacchus, su books.google.com.
- Gazette archéologique, su books.google.be.
- Études sur les vases peints, su books.google.com.
- Étude du mythe de Géryon, su books.google.com.
- Étude sur les antiquités de Smyrne et de Constantinople, su books.google.com.
- L'Enlévement d'Heléne: Héléne et Ménélas à la prise de Troie. Vase peint portant les signatures de Hiéron et de Macron, su books.google.com.
- Description des Antiquités et objets d'art du Cabinet de feu du Chevalier E.Durand, su books.google.be.
- Médailles de Bonosus, in Revue numismatique, Paris, 1859, su inumis.com. URL consultato il 31 luglio 2013 (archiviato dall'url originale il 22 marzo 2015).
- Le géant valens. Revue Numismatique. Leleux Éditeur. Paris 1850, su books.google.be.
- Lettre à M. le professeur Edouard Gerhard sur quelques miroirs étrusques. Paris 1838. Par Jean de Witte, su books.google.fr.